# 格罗·哈莱姆·布伦特兰
格羅·哈萊姆·布倫特蘭（挪威語：Gro Harlem Brundtland，挪威語發音：[ˈɡruː ˈhɑ̀ːlɛm ˈbrʉ̀ntlɑnː]；讀音ⓘ，1939年4月20日—），原名格罗·哈莱姆，挪威工党籍政治家、外交家和医师，也是国际卫生界公务员。曾三度出任挪威首相（1981；1986-1989；1990-1996），是挪威有史以来的首位女性首相。1998年至2003年担任世界卫生组织总干事。

## 生平
布伦特兰夫人出生于奥斯陆市，父亲为挪威工党元老，曾任工党政府的国防部长和社会事务部长。1963年毕业于奥斯陆大学医学系，1965年获美国哈佛大学公共卫生硕士学位。1975年当选为工党副主席，1977年当选为议员，1974年至1978年任工党政府环境保护大臣，后任议会财政委员会委员、议会外交委员会主席、工党议会党团副主席等职。1981年2月，布伦特兰夫人出任挪威首相，成为該國历史上第一位女首相，又於同年4月当选为工党主席，但很快便在大選中失利而在同年10月下臺。
1984年，她被联合国秘书长任命为联合国环境与发展委员会主席，其間於1987年發表《我们共同的未来》報告，定義永續發展。
1986年她再度出任首相，但又於1989年失利。1990年重掌政府、並於1993年大選後續任首相，其間她籌組1994年公投，倡議挪威加入歐洲聯盟，但投票結果為反對。1996年10月辞去首相和工黨主席的职务。
退出政壇後，1994年她被授予了德国亚琛市的查理曼奖。在2004年英国报纸金融时报将她列为最近25年第4名“最有影响的欧洲人”，在聖若望保祿二世、米哈伊尔·戈尔巴乔夫和玛格丽特·撒切尔之后。她於1998年7月至2003年7月任世界卫生组织总干事。

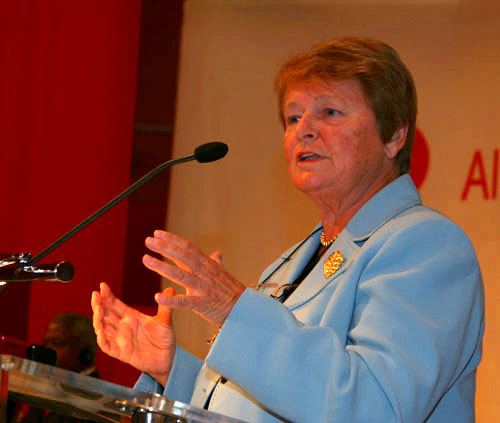
2007年時的布倫特蘭

在2011年挪威爆炸和槍擊事件，她成為襲擊目標之一，但僥倖逃過一劫。
布伦特兰1961年与挪威国际关系研究所的高级研究员阿恩·布伦特兰结婚，有4个孩子。

## 獎項
- 1988年獲英迪拉·甘地和平奖
- 1994年獲查理曼獎
- 2014年獲首屆唐獎永續發展獎[1]。